# Nofollow
Nofollow è un valore assegnabile all'attributo rel dell'elemento HTML a per indicare formalmente ai motori di ricerca che un collegamento ipertestuale non dovrebbe essere seguito e indicizzato. A seconda dei casi questo attributo può essere scelto ad esempio per evidenziare pagine non inerenti al proprio sito web.
Il metodo migliore per evitare formalmente l'accesso ai contenuti da parte degli spider dei motori di ricerca è ricorrere al protocollo di esclusione robot (robots.txt).
Esso impedisce l'analisi dei meta tag.

## Esempio di nofollow
```
<a href="http://www.esempio.it" rel="nofollow">Esempio di NoFollow</a>

```

## Introduzione e supporto
Google annunciò nel 2005 che i collegamenti ipertestuali aventi il tag rel="nofollow" non avrebbero influenzato il Page Rank: ma questo è palesemente diverso dal considerare la totalità di elementi che condizionano la posizione di un sito nei risultati di ricerca, e di cui il PageRank (del 1997) è una versione basilare di algoritmo, che è stata certamente corretta, modificata ed integrata, negli anni. Per questa ragione è da considerarsi falso l'assunto secondo cui i link con attributo nofollow non siano utili al posizionamento delle pagine, e questo finché Google manterrà il segreto sui criteri adottati interamente per classificare (ranking) le pagine.
Il 15 giugno 2009 Matt Cutts, ingegnere di Google, annunciò che da allora i collegamenti nofollow non sarebbero stati più considerati normalmente dal Googlebot per evitare che i webmaster utilizzassero il nofollow per il PageRank Sculpting, o – in altri termini – come una tecnica antispam (il che è diverso dall'adottare una qualsiasi strategia SEO che sia sensata).

## Interpretazione dai diversi motori di ricerca
| Azione del nofollow                    | Google                                         | Yahoo! | Bing | Ask.com |
| -------------------------------------- | ---------------------------------------------- | ------ | ---- | ------- |
| Utilizza i link nofollow per i Ranking | ?                                              | ?      | ?    | ?       |
| Segui il collegamento ipertestuale     | ?                                              | ?      | ?    | ?       |
| Archivia la pagina indicata            | Sì                                             | Sì     | No   | No      |
| Mostra l'esistenza del link            | Solo per una pagina precedentemente archiviata | Sì     | Sì   | Sì      |

## Utilizzo nei siti web
Il software MediaWiki, che fornisce Wikipedia, venne equipaggiato dei link nofollow subito dopo l'annuncio del 2005. L'opzione fu abilitata nella maggior parte delle sezioni Wikipedia. Fu esclusa solo Wikipedia in inglese.
Siti web come Slashdot, ad alta partecipazione dagli utenti, adottarono il tag rel="nofollow" per evitare potenziali spammer. Tra i principali siti di bookmarking e sharing che hanno adottato il nofollow vi sono YouTube e Digg (non tutte le pagine); altri siti come Netscape.com oppure Technorati non hanno invece adottato il tag rel="nofollow".